# Pechán József
Pechán József (Dunacséb vagy Palánka, 1875. február 21. – Verbász, 1922. március 6.) festőművész és fényképész.

## Életútja
13 éves volt, amikor Eisenhut Ferenc felfedezte. Ő ajánlotta be 1890-ben a müncheni művészeti akadémiára. Nikólaosz Jízisz osztályában tanult, 1892-től állami ösztöndíjban részesült. 16 évesen félbehagyta tanulmányait. Ezután Bécsben élt egy rövid ideig, majd 1893-ban visszatért Palánkára, majd egy szerb fényképésznél tanult. Megismerkedett Joeckel Terézzel, aki később a felesége lett. Pechán az ő bátorítására nevezett be 1899-ben a Képzőművészek Egyesületének budapesti tavaszi tárlatára Utolsó gyufaszál c. művével. 1904-ben visszatért Münchenbe és Hollósy Simon magániskolájában tanult. Itt ismerkedett meg a modern festői irányzatokkal. A nagybányai és a kecskeméti művésztelepeken is dolgozott. 1910-ben tette át lakását Budapestre, ahol a Budafoki út 41/b szám alatt volt a műterme. Egyik legsikeresebb művének az 1911-ben készített Bácskai szüretet tartják. 1913-ban gyűjteményes kiállítása volt és ugyanebben az Évben Boszniában és az Adrián járt, több képet is festett útjáról. Egyik megalapítója és elnökségi tagja volt a Művészháznak.